# Храм Святого Миколая Чудотворця (Волноваха)
Храм Святого Миколая Чудотворця — православна церква у місті Волноваха Донецької області. Настоятель храму — ігумен Макарій Дядюсь.
12 березня 2022 року був зруйнований російськими військами.

## Історія
Храм побудовано в пам'ять про загиблих бійців 51-шої окремої механізованої бригади. У травні 2014 році російські окупанти жорстоко розстріляли 18 бійців 51-шої ОМБр поблизу Волновахи, у селищі Благодатне.
Трагічна подія поєднала два українські міста: у 2015 році луцький міський голова Микола Романюк та міський голова Волновахи Сергій Демченко підписали угоду про співпрацю. У 2017 році було закладено фундамент майбутнього храму. Гроші на будівництво збирали громади Луцька та Волновахи.
Відкриття та освячення храму Донецької єпархії УПЦ КП на честь Святого Миколая Чудотворця відбулося 22 травня 2018 року. Божественну літургію по освяченню храму очолив митрополит Луцький і Волинський Михаїл, архієрей УПЦ КП спільно з владикою Донецьким і Маріупольським отцем Сергієм, єпископом Всеволодом Слов'янської Донецької єпархії УПЦ КП та ігуменом Макарієм.
Храм став першою Українською православною церквою Київського патріархату в регіоні. На території храми, окрім каплиці було збудовано дзвіницю, гуманітарний центр, а також облаштовано сквер пам'яті воїнів 51-ї ОМБр.

12 березня 2022 року настоятель храму ігумен Макарій Дядюсь повідомив, що церква зруйнована внаслідок удару окупантів.
«Біль у грудях розриває серце, наповнюється злістю, жагою нищити ворога голими руками. Прошу у Бога тверезого розуму та твердої руки. Ці москалі ранили моє серце. Прощу тоді, коли їх буду відспівувати за упокій», — написав священник у Facebook.